# Дарда
Дарда (мађ. Dárda) је насељено место и средиште општине у Барањи, Осјечко-барањска жупанија, Република Хрватска.

## Историја
Дарда је насеље у јужном делу Барање, на главној саобраћајници Осијек – Мохач, у близини старог корита Драве. Подаци о постојању Дарде датирају још из друге половине XIII и почетка 14. века, где се Дарда спомиње као Тарда на списку места која су обавезна да плаћају папску десетину. Под утицајем аустријске администрације и немачког језика, од имена Тарда настаје Дарда, премда се код старијег становништва старо име и до данас задржало. Евлија Челебија, у свом путопису из 1663. године, описује Дарду као значајно трговачко место. После Харшањске битке 1687. године и коначним ослобађањем од Турака, бивши спахилук Дарда је посмртно припао Фридриху Ветеранију за заслуге у борби против Турака. После одласка Турака, Дарда је припала срезу Брањин Врх, а око 1850. године у њу се премешта начелство, срески суд, општина и краљевско јавно бележништво, те она постаје варошица са средишњом управом властелинства. Године 1749, дарђанско властелинство прелази у власништво породице Естерхази до 1841, потом припада породици Шаумбург Липе до 1917. године. После Првог светског рата купује га Акционарско друштво мађарске аграрне и рентне банке и неколико мањих власника. Након Другог светског рата, после национализације улази у састав ПИК-а „Беље“.
У другој половини 17. века Дарда је по свом етничком саставу била српско-мађарска, али је већ 1696. године након сеобе број Срба знатно повећан и у њој је живело 75 породица. Ракоцијев устанак је био трагичан и за становнике овог насеља, како за Србе, тако и за Мађаре, који су се борили за отцепљење од Аустрије. Становници су се повлачили преко Дунава у Бачку и Драве у Славонију, пред војском која је све палила и уништавала. Након рата 1711. године становништво се поново враћа, али сада у знатно мањем броју.
Почетком 18. века почиње насељавање Дарде Србима, најчешће из северне Босне, у мањем броју из Мачве. Током читавог века присутно је и перманентно досељавање немачких породица, махом занатлија и у мањем броју хрватског становништва, које је убрзо асимиловано. Крајем XVIII века у Дарду се досељава већи број Рома православне вере из Ердеља. Населило се и неколико јеврејских породица. Према попису из 1846. године број православних становника је 578, по попису из 1878. повећава се на 656, а већ 1900. године пописан је 121 дом са 818 православних становника.
Дарда је дакле крајем XVIII века била мултиетничка варошица са доминантним бројем српске и немачке популације, али са три верске школе: православном, католичком и протестантском, на матерњим језицима: српским, немачким и мађарским. У Дарди је српска православна вероисповедна мешовита школа радила у новој школској згради од 1852. године, која је била својина црквене општине.
До територијалне реорганизације у Хрватској налазила се у саставу бивше велике општине Бели Манастир.
Године 1905. Дарда има статус мале општине, а ту живи 2904 становника у 473 дома. Највише је Немаца 1339, па Срба, Мађара а Хрвата је пописано тада само 50 становника. У месту су ПТТ комуникације инсталиране, а налази се и жељезничка станица.

## Срби у Дарди
О Србима у месту сведочи стара истоимена тврђава. 1687. године помиње се тврђава Дарда, до које је водио огромни дрвени турски мост, наводно од Осијека. Мост је прелазио реку Драву и мочваре, и био је вредна грађевина саобраћајница. Спалили су га међутим, те године Срби "пришелци" предвођени капетаном, по протеривању Турака. Тај "грдни" мост дуг "уру и по у дужину", градио је 1529. године турски султан Сулејман. Ћуприју су иначе запалили, да би спречили Турке да "гоне ћесарског војводу Љесла и његове војске". Срби су кренули из Печуја, па заобилазећи Шиклош "ударили" на утврђену Дарду. Запалили тада поред ћуприје и саму Дарду, чија је војна посада штитила дрвени "Сулејманов мост". Један историјски извор каже да је "колосални мост" страдао у ствари почетком 1664. године, и то са намером од стране хрватског бана Зрињског. У његовој војсци коју је скупљао са свих страна, па и из Крајине било је 7-8000 Срба. Мост "Осијечки" је иначе био дуг 8565 корака, а ширине 17 корака. На његовој градњи је радило пет година, наводно 30.000 људи. Мост је сасвим пропао за два дана, захваљујући дувању северног ветра, који је распиривао пламен и носио га на далеко низ Дунав. По трећем извору, турски мост подигнут 1566. године, био је дуг око седам километара, а уз њега се налазио насип. Спалио га је 1664. године хрватски бан Никола Зрињски.
Дарда је у 19. веку трговачко место у којем се одржава неколико годишњих вашара. То су 1846. године били термини: 1. јануар, четврте недеље по Васкрсу, 27. јуна и 13. новембра.
Купци српске књиге 1824. године били су у Дарди: поп Стефан Бачванин парох (ту и 1826) и Василије Григоровић "детонаставник" (учитељ). Јоаким Вујић је као путописац по нашим крајевима, у неколико речи представио читаоцима место Дарду 1825. године. То је место у барањском комитету, с прам Осијека, "оно може 1200 житеља имати". Место "лежи у веома блатни предели (мочвара), но преко свега тога житељи су за то опет здрави и крепки". Књигу о животу Господа Христа набавили су неки Дарданци 1831. године: Лука Којић чизмар, Димитрије Малетић кожухар, Симеон Мирковић опанчар и Василије Теодоровић земљеделац.
Парохија православна већ постоји 1742. године, а недалеко од данашње цркве 1726. године је саграђена црква-брвнара. Године 1777, мештани су подигли нову цркву, посвећену такође Св. арханђелу Михајлу. По државном шематизму православног клира Угарске из 1846. године, види се да у тамошњој парохији Дарди живи 578 православаца Срба. Парохијско православно звање је основано 1777. године, а православне црквене матичне књиге се редовно и тачно воде од 1778. године. У месту је 1846. године била православна црква посвећена Св. арханђелу Михајлу, а парох и локални директор месне школе и оне у Херцег-Суљошу био је поп Јован Андрић.
Илија Бачванин је дардански парох 1859-1867. године. Он је 1859-1861. године претплатник "Школског листа" и "Србског дневника" - оба из Новог Сада. Поп Илија даје 1862. године прилог од 1 ф. 4 новчића, за "Српско народно позориште" из Новог Сада.
Дарда је била у 19. веку општина у Барањској жупанији, чији број становника расте. Тако је 1847. године записано 578 православаца, а две деценије касније - 1867. године, број становника је порастао на 649. По другом државном попису из 1865. године види се да је исти број православног народа у месту Будимске епархије. У једној православној парохији најниже шесте платежне класе, има 649 православних душа. Протојереј Душан Стојковић је 1911. године био дардански парох. Године 1885. Дарда је место у Мохачком изборном срезу за црквен-народни сабор у којем живи 649 православаца.
Црква у Дарди посвећена Св. Арханђелу Михаилу оштећена је током последњег рата 1991-1995. године. Изрешетана јој је фасада митраљеским мецима 1991. године.
Године 1873. свршени гимназист из Дарде, Светозар Дамјановић је био кандидат за Текелијину стипендију, о чијој фондацији се старала Матица српска. Светозар је након стицања дипломе, примљен за професора у панчевачкој Вишој девојачкој школи.
Стеван Стојковић из Дарде био је 1895. године приложник 1 ф. за споменик Св. Стевана Штиљановића, последњег српског деспота. Урош Рацковић из Дарде поклонио је српској црквеној општини у Сантову 1902. године, четири ђачка чирака.
Купац поменуте Берићеве књиге 1831. године, био је и Арон Новаковић месни учитељ. Народна вероисповедна школа постоји 1846. године, похађа је 26 ђака, којима предаје учитељ Василије Поповић. Школа у Дарди је 1867. године била дужна за Школски (мировински) фонд 4 ф. 20 новчића. Школа српска вероисповедна у Дарди је 1896. године била сасвим у складу са законом угарским уређена. У Дарди је 1891. године расписан стечај за упражњено место учитеља. Основна плата је износила 300 ф. али са још другим приходима припадајућим. Тада је председник Школског одбора био Урош Стојковић а учитељ перовођа Васа Десанчић. Миливој Ћосић је између 1891-1899. године био учитељ у Дарди, па је прешао у Старо Кер. Сличан конкурс је објављен и августа 1899. године, када је основна плата за редовну и пофторну наставу износила 340 ф. Перовођа тада је био Ђуро Герковић. Учитељ у Дарди, Душан Ђурић је сарадник "Школског листа" 1899-1900. године. Један педагошки чланак је носио назив: "Монолошкој и дијалошкој методи у основној школи". Занимљива је његова интимна исповест као учитеља, објављена под називом "Педагошке и психолошке забелешке". Он је све три године учитељског оспособљавања примао стипендију од 200 ф. годишње, коју је обезбедила општина (имовна) Митровица (сремска). На сомборској Препарандији је положио строги испит пред "испитним поверенством". Ништа лакши није био и испит за учитељско оспособљавање, пред државним угарским школским надзорником. Посао је бирао, тражећи у листовима конкурсе са бољим условима, јер се поуздавао у добру сведоџбу - врло добар постигнут успех. Када је убрзо схватио да се посао добија преко пријатељске везе и "алдомаша" (чашћења), прихватио је прву понуду, из далека. Први посао је добио у Босни, у вароши Лијевну, где се упутио у пратњи свог оца. Учитељ Ђурић је био оснивач "Ђачке књижнице" 1900. године у Дарди. Захваљујући његовом пожртвовању, Матица српска из Новог Сада је поклонила тамошњој школи 75 примерака књига. Преко црквеног листа јавно су се марта те године, захвалили председник Школског одбора Урош Рацковић и сам учитељ Ђурић. Саставио је неуморни Ђурић 1900. године школску књигу "Буквар", која је требало да буде процењена. Те године је добио и декрет о сталном постављењу у Дарди. Претходно је 1898. године, док је био учитељ у Осијеку такође добио декрет од великог Школског савета. Није познато зашто, али те 1900. године Школски одбор у Дарди је тужио епархијској власти због нечега, заслужног и вредног учитеља Ђурића. Овај је убрзо разочаран напустио Дарду, тражећи боље место за рад. Плата 1901. године изражавана је у крунама, па се тако по стечају нудило годишње за редовну наставу 600 круна (вредело 300 ф.). Изабран је 1901. године за привременог, а 1903. године сталног учитеља у Дарди, Милан Марјановић. Године 1905-1907. школа у Дарди има само једно здање, а учитељица је у тој вероисповедној српској школи Христина Ковачевић - Минић, родом из Велике Кикинде. Редовну наставу је тада похађало 58 ђака, а у пофторну је ишло њих 33. Сава Огњановић је 1913. године био учитељ у Дарди.
По српском извору из 1905. године Дарда је мала општина у којој живи 850 Срба (29%) у 123 куће (26%). Од српских јавних здања ту су православна црква и народна школа. Црквена општина је организована, скупштина је редовна, председник исте је Живко Петловац. Храм је у добром стању, има парохијски дом и српско православно гробље. Постоји парохијска сесија од 24 кј земље и црквено-општински посед са 37 кј. То је парохија најниже шесте платежне класе, а парох је поп Цветко Милић који служи у месту 32 године. Он је 1893. године добио наслов протојереј.
Споменик краљу Петру је откривен 30. септембра 1923.
Заузимањем судије Анте Тодоровића 1933. године почела је градња Соколског дома у Дарди. За почетак је било скупљено 20.000 динара прилога и грађевинског материјала.

## Становништво
На попису становништва 2011. године, општина Дарда је имала 6.908 становника, од чега у самој Дарди 5.323.

### Општина Дарда

#### Број становника по пописима
| Националност   | 2001. | 1991. | 1981. | 1971. | 1961. | 1953. | 1948. | 1931. | 1921. | 1910. | 1900. | 1890. | 1880. | 1869. | 1857. |
| бр. становника | 7.062 | 8.685 | 8.345 | 7.920 | 5.939 | 4.523 | 4.242 | 3.841 | 3.114 | 3.451 | 2.976 | 2.723 | 2.418 | 2.358 | 2.292 |

- напомене:

Настала из старе општине Бели Манастир. Од 1857. до 1981. садржи део података општине Биље. Од 1857. до 1981. део података садржан је у општини Чеминац.

### Број становника по пописима
| Националност   | 2001. | 1991. | 1981. | 1971. | 1961. | 1953. | 1948. | 1931. | 1921. | 1910. | 1900. | 1890. | 1880. | 1869. | 1857. |
| бр. становника | 5.394 | 6.751 | 6.460 | 6.419 | 4.916 | 3.738 | 3.615 | 3.841 | 3.114 | 3.080 | 2.679 | 2.723 | 2.418 | 2.358 | 2.292 |

- напомене:

У 1991. смањено издвајањем дела насеља у самостално насеље Швајцарница и припајањем дела подручја насељима Луг и Вардарац, општина Биље, а повећано припајањем дела подручја насеља Биље, општина Биље. Садржи податке за насеље Угљеш у 1880., 1890., 1921. и 1931., те Швајцарница од 1910. до 1931., као и део података за насеље Луг (1971. и 1981. без становника) и део података за насеље Вардарац до 1981. До 1961. део података садржан је у насељу Биље.

### Национални састав
| Националност       | 2001.          | 1991.          | 1981.          | 1971.          | 1961.          |
| Хрвати             | 2.939 (54,48%) | 2.532 (37,50%) | 2.109 (32,38%) | 2.427 (38,02%) | 1.963 (38,15%) |
| Срби               | 1.239 (22,96%) | 2.289 (33,90%) | 2.240 (34,39%) | 2.685 (42,07%) | 2.074 (40,31%) |
| Југословени        | —              | 603 (8,93%)    | 1.173 (18,01%) | 45 (0,70%)     | 8 (0,15%)      |
| остали и непознато | 1.216 (22,54%) | 1.327 (19,65%) | 990 (15,20%)   | 1.225 (19,19%) | 1.100 (21,37%) |
| Укупно             | 5.394          | 6.751          | 6.512          | 6.382          | 5.145          |

- У табели: Национални састав, за пописне године од 1961. до 1981. садржани су подаци до територијалних промена 1991. године: за насеље Швајцарница и делове припојене насељима Луг и Вардарац, општина Биље. Нису садржани подаци за део насеља Биље припојеног насељу Дарда.

## Попис 1991.
На попису становништва 1991. године, насељено место Дарда је имало 6.751 становника, следећег националног састава:
| Попис 1991.‍   | Попис 1991.‍  | Попис 1991.‍ | Попис 1991.‍ | Попис 1991.‍ |
| ------------- | ------------ | ----------- | ----------- | ----------- |
|               |              |             |             |             |
| Хрвати        | Хрвати       |             | 2.532       | 37,50%      |
| Срби          | Срби         |             | 2.289       | 33,90%      |
| Мађари        | Мађари       |             | 626         | 9,27%       |
| Југословени   | Југословени  |             | 603         | 8,93%       |
| Румуни        | Румуни       |             | 228         | 3,37%       |
| Немци         | Немци        |             | 36          | 0,53%       |
| Црногорци     | Црногорци    |             | 34          | 0,50%       |
| Роми          | Роми         |             | 29          | 0,42%       |
| Муслимани     | Муслимани    |             | 24          | 0,35%       |
| Словенци      | Словенци     |             | 19          | 0,28%       |
| Словаци       | Словаци      |             | 14          | 0,20%       |
| Албанци       | Албанци      |             | 10          | 0,14%       |
| Македонци     | Македонци    |             | 3           | 0,04%       |
| Чеси          | Чеси         |             | 3           | 0,04%       |
| Русини        | Русини       |             | 2           | 0,02%       |
| Руси          | Руси         |             | 1           | 0,01%       |
| остали        | остали       |             | 15          | 0,22%       |
| неопредељени  | неопредељени |             | 247         | 3,65%       |
| регион. опр.  | регион. опр. |             | 3           | 0,04%       |
| непознато     | непознато    |             | 33          | 0,48%       |
| укупно: 6.751 |              |             |             |             |

## Познате личности
- Бранислава Подрумац, оперска певачица;
- Љупко Петровић, фудбалер и тренер
- Ђорђе Ђокица Милаковић, глумац
- Каменко Бертић, културни радник
- Радомир Чварковић, политичар
- Адам Грубор, доктор педагогије и универзитетски професор

## Извор
- ЦД-ром: „Насеља и становништво РХ од 1857-2001. године“, Издање Државног завода за статистику Републике Хрватске, Загреб, 200